# Car Warriors (комікс)
«Car Warriors» — американська науково-фантастична серія коміксів з чотирьох випусків, опублікована в 1991 році Epic Comics, імпринтом Marvel Comics. За нею послідувала тритомна серія романів, дія яких відбувається в тому ж світі, але з іншими персонажами.
Серія була задумана Стівом Джексоном і Шарлін Ламбард з Steve Jackson Games на основі настільної гри «Car Wars».

## Світ
2038 рік, Америка, після низки природних і техногенних катастроф, що змінили країну. Фітофтора знищила врожай, спричинивши масовий голод, а війни за вичерпні ресурси завершилися обмеженим ядерним обміном.
У темні роки життя в Америці було схоже на постапокаліптичний світ «Шаленого Макса», а на дорогах панували озброєні до зубів банди байкерів. У відповідь пересічні громадяни були змушені озброювати свої автомобілі для самозахисту, і до того часу, коли країна почала відновлюватися, автодуелі стали найпопулярнішим видом спорту в країні (як на відкритих дорогах, так і на спеціально збудованих аренах).
Головний герой, Чеві Васкес, втратив батьків і сестру через напад байкерської банди в ті темні роки, і тепер він успішний автодуелянт на арені. До нього звертається заможна людина, яка хоче підтримати Васкеса в перегонах «Делореан».

## Романи
Ця тритомна серія романів «Car Warriors» була опублікована видавництвом Tor Books наприкінці 1990-х років. Хоча події відбуваються в тому ж світі, що й у коміксі, вони відбуваються пізніше, і в них діють інші персонажі:
- The Square Deal (1992), Девід Дрейк (ISBN 0-8125-1989-2 & 0-8125-3030-6)
- Double Jeopardy (1994), Аарон Оллстон (ISBN 0-8125-3463-8)
- Back from Hell (1999), Мік Фаррен (ISBN 0-8125-1990-6 & 0-8125-1991-4)